# Gaurax britannicus
Gaurax britannicus är en tvåvingeart som beskrevs av Deeming 1980. Gaurax britannicus ingår i släktet Gaurax och familjen fritflugor. Inga underarter finns listade i Catalogue of Life.